# Letnie Mistrzostwa Ukrainy w Skokach Narciarskich 2019
Letnie Mistrzostwa Ukrainy w Skokach Narciarskich 2019 – rozegrane na skoczniach w Worochcie w dniach 12–13 października zawody o mistrzostwo Ukrainy, mające za zadanie wyłonić najlepszych skoczków w kraju na igelicie. Zawody były połączone z mistrzostwami kraju w kombinacji norweskiej. Skakano tylko w jednej kategorii.
Rywalizację na skoczni średniej rozegraną 12 października wygrał Dmytro Mazurczuk zdobywając notę o ponad czternaście punktów większą od obrońcy tytułu Witalija Kaliniczenki sklasyfikowanego na miejscu drugim. Brązowy medal wywalczył Jewhen Marusiak. Sklasyfikowano łącznie trzydziestu dwóch skoczków.
Dzień później odbył się konkurs drużynowy na skoczni średniej, w którym zwyciężyła pierwsza ekipa reprezentująca obwód tarnopolski. Kolejne dwa miejsca na podium zajęły drużyny obwodu iwanofrankiwskiego I oraz drugi zespół obwodu tarnopolskiego.

## Wyniki

### Konkurs indywidualny – 12 października 2019 – K75
| Msc. | Zawodnik             | Obszar      | I seria | II seria | Punkty |
| ---- | -------------------- | ----------- | ------- | -------- | ------ |
| 1.   | Dmytro Mazurczuk     | Krzemieniec | 80,5 m  | 78,0 m   | 239,2  |
| 2.   | Witalij Kaliniczenko | Worochta    | 84,0 m  | 71,5 m   | 224,6  |
| 3.   | Jewhen Marusiak      | Wierchowina | 76,0 m  | 76,0 m   | 221,4  |
| 4.   | Andrij Waskuł        | Worochta    | 76,0 m  | 71,5 m   | 210,0  |
| 5.   | Ołeksandr Szumbareć  | Krzemieniec | 74,0 m  | 72,5 m   | 208,3  |
| 6.   | Wiktor Pasicznyk     | Krzemieniec | 74,5 m  | 68,0 m   | 198,5  |
| 7.   | Andrij Pyłypczuk     | Krzemieniec | 71,0 m  | 70,0 m   | 195,2  |
| 8.   | Anton Korczuk        | Wierchowina | 74,0 m  | 67,0 m   | 194,7  |
| 9.   | Iwan Pyłypczuk       | Krzemieniec | 66,5 m  | 69,0 m   | 178,1  |
| 10.  | Witalij Hrebeniuk    | Krzemieniec | 68,0 m  | 64,0 m   | 169,9  |
| ...  |                      |             |         |          |        |

### Konkurs drużynowy – 13 października 2019 – K75
| Miejsce | Obwód              | Zawodnik             | Skok 1 | Skok 2 | Nota  | Punkty |
| ------- | ------------------ | -------------------- | ------ | ------ | ----- | ------ |
| 1.      | Tarnopolski I      | Andrij Pyłypczuk     | 69,0 m | 74,0 m | 199,1 | 860,5  |
| 1.      | Tarnopolski I      | Wiktor Pasicznyk     | 72,5 m | 74,5 m | 209,4 | 860,5  |
| 1.      | Tarnopolski I      | Ołeksandr Szumbareć  | 76,0 m | 75,5 m | 220,3 | 860,5  |
| 1.      | Tarnopolski I      | Dmytro Mazurczuk     | 79,0 m | 77,0 m | 231,7 | 860,5  |
| 2.      | Iwanofrankiwski I  | Anton Korczuk        | 69,0 m | 73,0 m | 196,4 | 852,5  |
| 2.      | Iwanofrankiwski I  | Andrij Waskuł        | 72,0 m | 75,5 m | 210,5 | 852,5  |
| 2.      | Iwanofrankiwski I  | Jewhen Marusiak      | 76,5 m | 78,0 m | 226,9 | 852,5  |
| 2.      | Iwanofrankiwski I  | Witalij Kaliniczenko | 75,5 m | 75,5 m | 218,7 | 852,5  |
| 3.      | Tarnopolski II     | Artem Kucewycz       | 68,0 m | 69,5 m | 184,5 | 700,6  |
| 3.      | Tarnopolski II     | Witalij Hrebeniuk    | 66,0 m | 70,0 m | 161,2 | 700,6  |
| 3.      | Tarnopolski II     | Iwan Pyłypczuk       | 67,5 m | 67,5 m | 178,5 | 700,6  |
| 3.      | Tarnopolski II     | Wałentyn Jaszczuk    | 69,5 m | 65,0 m | 176,4 | 700,6  |
| 4.      | Iwanofrankiwski II | Denys Cwietkow       | 63,0 m | 65,5 m | 158,7 | 592,9  |
| 4.      | Iwanofrankiwski II | Jurij Janiuk         | 60,0 m | 62,0 m | 143,4 | 592,9  |
| 4.      | Iwanofrankiwski II | Witalij Dodiuk       | 62,5 m | 63,0 m | 154,1 | 592,9  |
| 4.      | Iwanofrankiwski II | Mykoła Sawczyn       | 59,5 m | 59,0 m | 136,7 | 592,9  |
| 5.      | Tarnopolski III    | Maksym Prokopjuk     | 57,0 m | 58,0 m | 127,5 | 537,6  |
| 5.      | Tarnopolski III    | Władysław Herasymiuk | 56,0 m | 58,0 m | 125,3 | 537,6  |
| 5.      | Tarnopolski III    | Rusłan Szumanśkyj    | 68,5 m | 64,0 m | 171,0 | 537,6  |
| 5.      | Tarnopolski III    | Illa Czebołda        | 54,0 m | 55,0 m | 113,8 | 537,6  |
| ...     |                    |                      |        |        |       |        |